# Charles Coleman (actor)
Charles C. Coleman (Sídney, 22 de diciembre de 1885 – Los Ángeles 8 de marzo de 1951) fue un actor de cine y televisión australiano que participó en al menos 231 películas. Realizó numerosas apariciones en películas de Hollywood caracterizando papeles de mayordomo u otro tipo de sirviente.

## Filmografía selecccionada
- The Vagabond Trail (1924)
- That French Lady (1924)
- Good Morning, Judge (1928)
- The Gentleman Chauffeur (1930)
- Once a Gentleman (1930)
- Hawaiian Nights (1934)
- The Gay Divorcee (1934)
- Becky Sharp (1935)
- The Goose and the Gander (1935)
- The Imperfect Lady (1935)
- Lloyd's of London (1936)
- The White Angel (1936)
- Don't Get Personal (1936)
- Danger: Love at Work (1937)
- The Rage of Paris (1938)
- The Affairs of Annabel (1938)
- That Ceirtan Age (1938)
- Little Orphan Annie (1938)
- A Christmas Carol (1938)
- Three Smart Girls Grow Up (1939)
- In Name Only (1939)
- Maisie (1939)
- Melody of Youth (1939)
- Mexican Spitfire (1940)
- Brother Orchid (1940)
- The Westerner (1940)
- Mexican Spitfire Out West (1940)
- Sis Hopkins (1940)
- Repent at Leisure (1941)
- Melody Lane (1941)
- It Started with Eve (1941)
- Free and Easy (1941)
- Almost Married (1942)
- Miss Annie Rooney (1942)
- Pittsburgh (1942)
- The Great Impersonation (1942)
- Air Raid Wardens (1943)
- Du Barry Was a Lady (1943)
- Two Tickets to London (1943)
- It Comes Up Love (1943)
- Sherlock Holmes Faces Death (1943)
- Jane Eyre (1943)
- The White Cliffs of Dover (1944)
- Frenchman's Creek (1944)
- Hangover Square (1945)
- El retrato de Dorian Gray (1945)
- The Missing Corpse (1945)
- The Magnificent Rogue (1946)
- The Pilgrim Lady (1947)
- The Imperfect Lady (1947)
- The Lone Wolf in London (1947)